# Olivia DeJonge

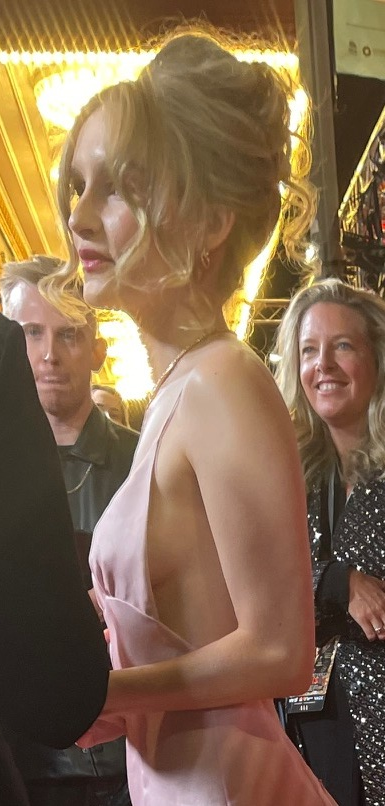
Olivia Dejonge (2022)

Olivia DeJonge (/dəˈjɒŋ/; ur. 30 kwietnia 1998 w Melbourne) – australijska aktorka pochodzenia holenderskiego, która wystąpiła m.in. w filmie Wizyta i serialu The Society.

## Filmografia

### Filmy
| Rok  | Tytuł                   | Rola              | Uwagi       |
| ---- | ----------------------- | ----------------- | ----------- |
| 2011 | Good Pretender          | Ally              | krótkometr. |
| 2012 | Polarised               | Beth              | krótkometr. |
| 2012 | Eleven Thirty           | Sally             | krótkometr. |
| 2014 | The Sisterhood of Night | Lavinia Hall      |             |
| 2015 | Wizyta                  | Becca             |             |
| 2016 | Scare Campaign          | Abby              |             |
| 2017 | Uważaj, kochanie        | Ashley            |             |
| 2018 | Undertow                | Angie             |             |
| 2018 | Love and Other Places   | Shaz              | krótkometr. |
| 2019 | Stray Dolls             | Dallas            |             |
| 2019 | Josie & Jack            | Josie             |             |
| 2022 | Elvis                   | Priscilla Presley |             |

### Telewizja
| Rok  | Tytuł         | Rola                       | Uwagi              |
| ---- | ------------- | -------------------------- | ------------------ |
| 2015 | Hiding        | Shaneen Quigg / Tara Swift | 8 odc.             |
| 2017 | Will          | Alice Burbage              | 10 odc.            |
| 2019 | The Society   | Elle                       | w gł. obsadzie     |
| 2022 | The Staircase | Caitlin                    | miniserial, 7 odc. |